# Гвоздівка
Гвозді́вка — село Миколаївської селищної громади у Березівському районі Одеської області в Україні. Населення становить 316 осіб.

## Населення
Згідно з переписом УРСР 1989 року чисельність наявного населення села становила 313 осіб, з яких 151 чоловік та 162 жінки.
За переписом населення України 2001 року в селі мешкало 316 осіб.

### Мова
Розподіл населення за рідною мовою за даними перепису 2001 року:
| Мова       | Відсоток |
| ---------- | -------- |
| українська | 89,24 %  |
| молдовська | 8,54 %   |
| російська  | 2,22 %   |

## Постаті
- Тарабанов Вадим Олександрович (1991—2016) — солдат Збройних сил України, учасник російсько-української війни.